# Svjetsko prvenstvo u lacrosseu za muške
Svjetsko prvenstvo u lacrosseu za muške se organizira pod nadzorom MLF-a. Turnir se igra po pravilima lacrossea na travi.
| Godina | Domaćin                  | Zlato  | Srebro     | Bronca     |
| ------ | ------------------------ | ------ | ---------- | ---------- |
| 2014.  | (domaćin)                | (prvi) | (drugi)    | (treći)    |
| 2010.  | Manchester, Engleska*    | SAD    | Kanada     | Australija |
| 2006.  | London, Kanada           | Kanada | SAD        | Australija |
| 2002.  | Perth, Australija        | SAD    | Kanada     | Australija |
| 1998.  | Baltimore, Maryland, SAD | SAD    | Kanada     | Australija |
| 1994.  | Manchester, Engleska     | SAD    | Australija | (treći)    |
| 1990.  | Perth, Australija        | SAD    | Kanada     | (treći)    |
| 1986.  | Toronto, Kanada          | SAD    | Kanada     | (treći)    |
| 1982.  | Baltimore, Maryland, SAD | SAD    | Australija | (treći)    |
| 1978.  | Manchester, Engleska     | Kanada | SAD        | (treći)    |
| 1974.  | Melbourne, Australija    | SAD    | Australija | (treći)    |
| 1967.  | Toronto, Kanada          | SAD    | Australija | (treći)    |

- Engleske vlasti su 2010. pravile probleme irokeškoj reprezentaciji zbog putovnica, tako da dotad trostrukim osvajačima četvrtog mjesta nisu omogućili natjecati se.[1][2][3]

## Osvajači odličja
Po stanju nakon SP 2010. Nema podataka o brončanim odličjima 1967. – 1994. godine.
| Država     | Zlato | Srebro | Bronca | Ukupno |
| ---------- | ----- | ------ | ------ | ------ |
| SAD        | 9     | 2      | 0      | 11     |
| Kanada     | 2     | 5      | 0      | 7      |
| Australija | 0     | 4      | 4      | 8      |